# Fesenkov (cratera marciana)
A cratera Fesenkov é uma cratera de impacto no quadrângulo de Lunae Palus em Marte.  Ela se localiza a 21.8° N e 86.7° W.  Seu nome vem de Vasilii G. Fesenkov, um astrofísico russo (1889-1972). 